# 미후네촌
미후네촌(御船村)은 일본 미에현 미나미무로군에 설치되었던 촌이다. 현재의 기호정의 남서부에 해당한다.